# Мужіївська сільська рада
| Мужіївська сільська рада — колишній орган місцевого самоврядування у Берегівському районі Закарпатської області з адміністративним центром у с. Мужієво. Сільській раді підпорядковані населені пункти: - с. Мужієво |

## Склад ради
Рада складається з 18 депутатів та голови.

## Керівний склад сільської ради
| ПІБ                   | Основні відомості                                                             | Дата обрання | Дата звільнення |
| --------------------- | ----------------------------------------------------------------------------- | ------------ | --------------- |
| Фіцай Василь Іванович | Сільський голова, 1969 року народження, освіта                                | 26.03.2006   | 31.10.2010      |
| Фіцай Василь Іванович | Сільський голова, 1969 року народження, освіта середня загальна, безпартійний | 31.10.2010   |                 |

Примітка: таблиця складена за даними джерела